# Integrator
Een integrator, ook wel accumulator genoemd, is in de regeltechniek een elementair deel van een dynamisch systeem. De waarde van een integrator is te beschouwen als de 'inhoud' (hoeveelheid materie, warmte, temperatuur, elektrische lading) van een systeem. Door deze inhoud aan de integrator toe te voegen verandert de waarde, een integrator laat dus toe dat een systeem accumuleert en niet convergeert naar een gegeven waarde (of zich als een sinusoïde te gedragen rond een waarde).

Een voorbeeld van de integrator is een emmer, bij het toevoegen van water zal deze accumuleren in de emmer, het systeem zelf laat niet toe om water uit de emmer te laten. Zouden we dit voorbeeld modelleren: {\displaystyle {\frac {dV}{dt}}=u(t)} waarbij 'u(t)' de input (het debiet] van vullen) is en V het volume ingenomen door water in de emmer. De transferfunctie van dit systeem is dan: {\displaystyle G(s)={\frac {1}{s}}}. Typisch voor een integrator is een pool in de oorsprong van het complexe s-vlak. Water zal dus enkel accumuleren in de emmer en het systeem zal enkel water verliezen als we water uit de emmer gieten (of nog: u(t) negatief is).